# Монахов, Сергей Иванович
Сергей Иванович Монахов (6 марта 1938, Москва — 1992, Москва) — советский хоккеист с мячом, защитник и полузащитник.

## Биография
Сергей Монахов родился 6 марта 1938 года в городе Москва.
В 1952 году начал заниматься хоккеем с мячом в московских «Крыльях Советов». Выступал на позиции нападающего за столичные «Крылья Советов» (1956—1957), хабаровский СКА (1957—1961), калининградский «Вымпел» (1961—1963, 1968—1969), московское «Динамо» (1963—1964), курский «Труд» (1964—1966), московские «Фили» (1966—1968).
В составе «Динамо» в 1964 году стал чемпионом СССР. В составе «Вымпела» в 1963 году завоевал серебро чемпионата страны. Провёл в чемпионатах СССР около 220 матчей, забил не менее 15 мячей.
В 1962 году вошёл в список 22 лучших игроков чемпионата СССР.
В 1961 году завоевал серебряную медаль хоккейного турнира зимней Спартакиады народов РСФСР.
Мастер спорта СССР (1961).
Умер в 1992 году в Москве.